# Arlindo Pinheiro
Arlindo Leocadio Pinheiro, né le 27 mars 1971, est un athlète santoméen. Il finit 6e de sa série aux Jeux Olympiques d'été de 2000 dans l'épreuve des 110 mètres haies. Il a également participé aux Championnats du monde d'athlétisme 1999 et de 2003.